# Machine Gun Kelly (rapper)
Colson Baker (Houston, 22 april 1990), beter bekend als mgk (voorheen Machine Gun Kelly of MGK), is een Amerikaanse rapper, singer-songwriter en acteur. Hij beleefde zijn wereldwijde doorbraak in 2011 toen Sean Combs hem ontdekte op het festival South by Southwest in Austin. Hij maakte zijn acteerdebuut in 2014, en speelde drummer Tommy Lee in de biografische film The Dirt (2019) over de rockgroep Mötley Crüe.

## Biografie

### Jeugd (1990-2010)
Baker, geboren als enig kind van missionarissen, moest op op jonge leeftijd vaak verhuizen. Zo woonde hij korte tijd in Egypte en Duitsland en op verschillende plekken door de Verenigde Staten, zoals Chicago, Denver en Cleveland. Baker's moeder verliet het gezin toen hij 9 jaar oud was, waarna hij met zijn vader naar Denver verhuisde om bij Baker's tante in te trekken. Hij begon te luisteren naar hiphopartiesten, waaronder Ludacris, Eminem en DMX. Later emigreerde zijn vader naar Koeweit, waardoor Baker school verwaarloosde. In 2005 verhuisde Baker naar zijn vader in Koeweit, maar ze keerden snel terug en besloten naar Cleveland te vertrekken. Baker begon daar zijn carrière als rapper in 2006, waarna zijn populariteit toenam en bij lokale zalen mocht optreden. Na het afmaken van zijn middelbare school zette zijn vader hem uit huis.
Niet lang daarna, op 18-jarige leeftijd, werd Baker vader van een dochter. Ondanks zijn toenemende populariteit werkte de rapper voor Chipotle Mexican Grill om zijn huur te kunnen betalen.
In maart 2009, terwijl hij uitzetting van zijn appartement riskeerde, kwam zijn carrière als rapper van de grond. Hij mocht optreden in het beroemde Apollo Theater in de wijk Harlem (New York) en liet daar een positieve indruk na. Hij maakte daarna naam voor zichzelf op de zender MTV 2 met freestyle rap. Baker nam nummers in zijn thuisstudio op, die hij de "Rage Cage" noemde.
Zijn videoclip voor de single Alice in Wonderland won de prijs voor beste muziekvideo op de Ohio Hip-Hop Awards in 2010.

### Professionele rapcarrière (2011-heden)
In 2011 sloot de rapper een deal voor de productie van een nummer voor een reclamespot van de Rezound Beats By Dre van HTC. Dit werd de single Invincible, met zangeres Ester Dean, waarvan de release samenviel met de release van het nummer op iTunes.
In oktober 2011 werd de "Rage Pack"-mixtape uitgebracht. Hij nam een videoclip op voor zijn single Wild Boy met rapper Waka Flocka Flame, waarna hij in december 2011 werd uitgeroepen tot "MTV's Hottest Breakthrough MC".
Machine Gun Kelly werd bekender bij een breder publiek toen hij optrad op het festival South by Southwest (SXSW) in Austin. Daar maakte hij een overweldigende indruk en werd na afloop benaderd door rapper Sean Combs (alias Puff Daddy of P. Diddy). Combs wilde met hem samenwerken. Sindsdien is Machine Gun Kelly aangesloten bij Combs' platenlabel Bad Boy Records (Interscope Records).

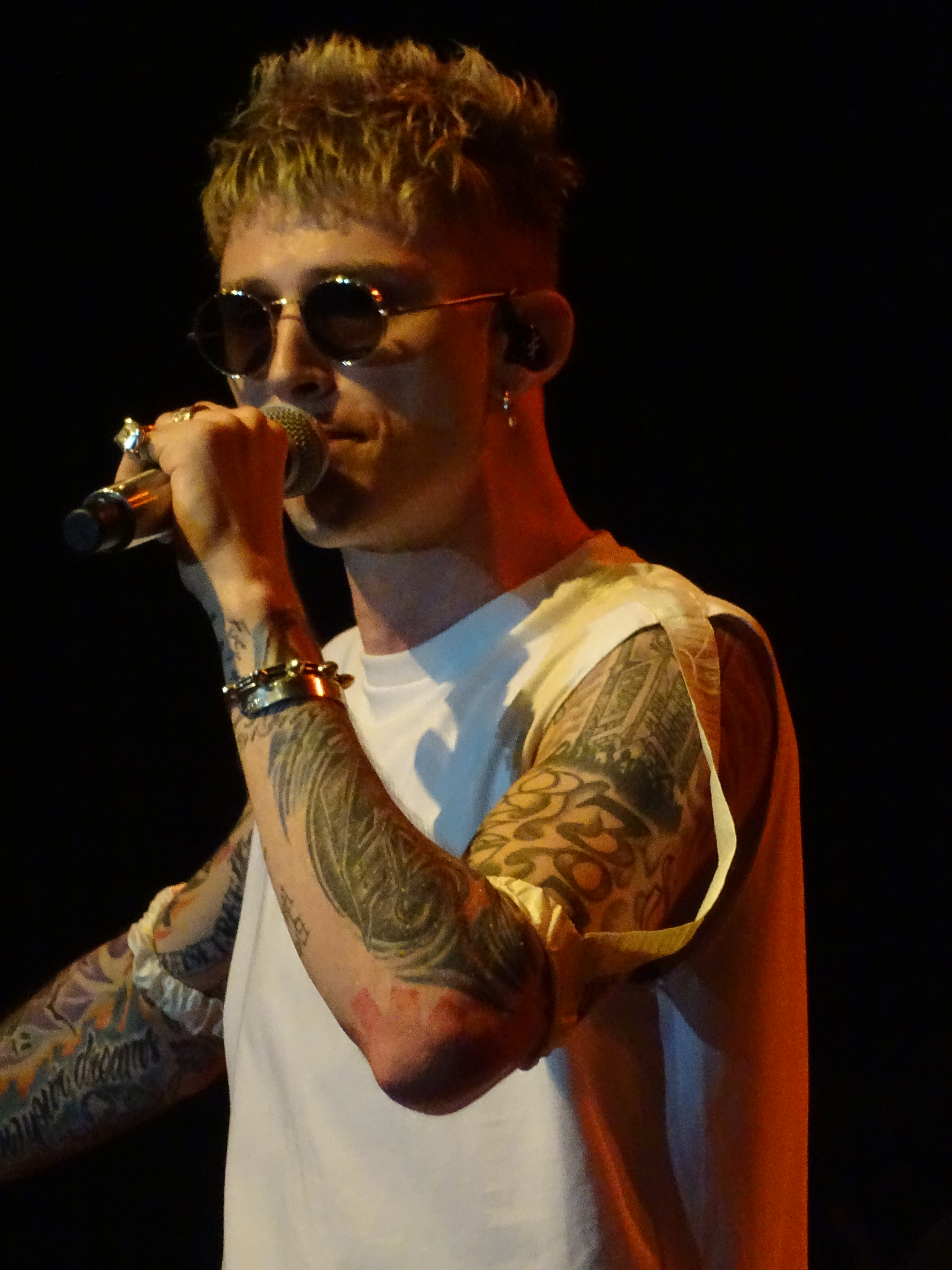
Machine Gun Kelly in 2018

Baker's eerste ep werd uitgebracht op 20 maart 2012. Deze had de titel Half Naked and Almost Famous en debuteerde op een 46ste plaats in de Billboard 200. Zijn eerste studioalbum, Lace Up, werd uitgebracht op 9 oktober 2012. Hij werkte op zijn dit album samen met onder anderen Lil Jon, DMX en Tech N9ne. Het album debuteerde met een vierde positie in de Billboard 200. Invincible werd de meest succesvolle single van het album. Ook werd dit nummer onder meer gebruikt als titelsong voor het evenement WrestleMania XXVIII van de Amerikaanse worstelorganisatie WWE, dat in Miami gehouden werd en waar hij optrad.
In de zomer van 2013 bracht hij een mixtape uit getiteld Black Flag, met een gastoptreden van French Montana. Kid Rock is te horen op Bad Mother Fucker, op Machine Gun Kelly's tweede studioalbum General Admission. Het album werd uitgebracht op 16 oktober 2015 en behaalde een nummer 1-notering in de Billboard 200. De single A Little More op het album General Admission, met zang van Victoria Monét, werd een succes in de VS. A Little More, waarop Monét en Baker op anarchistische toon oorlog en politiek aanklagen, werd met videoclip uitgebracht op 18 mei 2015.
Machine Gun Kelly bracht sindsdien nog twee studioalbums uit: bloom (2017) en Hotel Diablo (2019). Het nummer Bad Things, met Camila Cabello, werd uitgebracht in het najaar van 2016 en bereikte de 23ste positie in de Ultratop 50. In Vlaanderen bereikte Baker in januari 2018 samen met de groep X Ambassadors en Bebe Rexha de 41ste positie van de Ultratop 50 met het nummer Home. In september 2018 kwam het tot een fel conflict tussen Machine Gun Kelly en Eminem, die had uitgehaald naar Machine Gun Kelly in een disstrack, Not Alike, op zijn album Kamikaze uit augustus 2018. Machine Gun Kelly beantwoordde op zijn beurt met het diss-nummer Rap Devil, een verwijzing naar Eminems eigen nummer Rap God op zijn album The Marshall Mathers LP 2. Hierna werd Machine Gun Kelly nogmaals door Eminem onder handen genomen in het nummer Killshot, na seksuele uitspraken uit 2012 van MGK over Eminems dochter Hailie.
In 2017 stond de rapper op de affiche van het populaire Belgische festival Rock Werchter. Machine Gun Kelly gaf er op 1 juli 2017 een optreden.

### Poppunkcarrière (2019-heden)
Op 7 juni 2019 maakte hij de release bekend van een single, waarvoor hij Yungblud en Travis Barker optrommelde; I Think I'm Okay staat op Hotel Diablo. Zijn eerste poppunk album, Tickets To My Downfall, werd op 25 september 2020 uitgegeven. Op 25 maart 2022 werd zijn 6e studioalbum, Mainstream Sellout, gelanceerd.

## Trivia
- Machine Gun Kelly is anarchist.
- Hij is bevriend met acteur en comedian Pete Davidson.

## Discografie

### Studioalbums
- Lace Up (2012)
- General Admission (2015)
- bloom (2017)
- Hotel Diablo (2019)
- Tickets To My Downfall (2020)
- Mainstream Sellout (2022)

### Mixtapes en ep's
- Rage Pack, mixtape (2011)
- Half Naked and Almost Famous, ep (2012)
- Black Flag, mixtape (2013)
- Binge, ep (2018)
- Lockdown Sessions, ep (2022)
- Genre: Sadboy met Trippie Redd, ep (2024)

### Singles
- Alice in Wonderland (2010)
- Invincible met Ester Dean (2011)
- Wild Boy met Waka Flocka Flame (2011)
- Hold On (Shut Up) met Young Jeezy (2011)
- Till I Die (2015)
- A Little More met Victoria Monét (2015)
- Bad Things met Camila Cabello (2016)
- Young Man met Chief Keef (2016)
- Home met X Ambassadors en Bebe Rexha (2017)
- The Break Up (2018)
- Rap Devil (2018)
- Sorry Mama met phem (2019)
- I Think I'm Okay met Yungblud en Travis Barker (2019)
- Glass House met Naomi Wild (2019)
- why are you here (2019)
- Bloody Valentine (2020)
- concert for aliens (2020)
- my ex's best friend met Blackbear (2020)

## Singles met noteringen
| Single met eventuele hitnotering(en) in de Nederlandse Top 40 | Datum van verschijnen | Datum van binnenkomst | Hoogste positie | Aantal weken | Opmerkingen                     |
| ------------------------------------------------------------- | --------------------- | --------------------- | --------------- | ------------ | ------------------------------- |
| Bad Things                                                    | 2016                  |                       | 13              | 11           | met Camila Cabello, Alarmschijf |
| Home                                                          | 2017                  | 09-12-2017            | tip10           | -            | met X Ambassadors & Bebe Rexha  |
| Emo girl                                                      | 2022                  | 19-02-2022            | 38              | 3            | met Willow                      |

| Single met hitnotering(en) in de Vlaamse Ultratop 50 | Datum van verschijnen | Datum van binnenkomst | Hoogste positie | Aantal weken | Opmerkingen                     |
| ---------------------------------------------------- | --------------------- | --------------------- | --------------- | ------------ | ------------------------------- |
| Bad Things                                           | 31-12-2016            | 11-03-2017            | 23              | 11           | met Camila Cabello              |
| Home                                                 | 13-01-2018            | 13-01-2018            | 41              | 1            | met X Ambassadors en Bebe Rexha |
| Emo Girl                                             | 04-02-2022            | 05-03-2022            | 49              | 1            | met Willow                      |

## Filmografie
- Bibliothèque nationale de France: cb16678911j (data)
- Gemeinsame Normdatei: 1079075674
- International Standard Name Identifier: 0000 0003 8401 1948
- Library of Congress Control Number: no2012132111
- MusicBrainz: f6af669a-56ea-448a-a044-de76181ada33
- Nationale Bibliotheek van Israël: 987007375417105171
- Virtual International Authority File: 273350826
- WorldCat: E39PBJtMhjHmXTG9wXgwT9CvpP